# Jordy Smith
Jordy Smith nació en Durban, Sudáfrica, el 11 de febrero de 1988 y es un surfista profesional. Debutó en el ASP World Tour en 2007, donde aún permanece tras clasificarse en ese año desde la WQS (World Qualifying Series). El 31 de marzo de 2009 se llevó el Coldwater Classic, el primer evento seis estrellas del año de la serie WQS del ASP, tras imponerse al estadounidense Damien Hobgood. En 2014 logró la victoria de la parada 8 del WCT de la ASP; Hurley Pro at Trestles, en San Clemente, California.

## Campeonatos
- Hot Tuna Central Coast Pro  Australia  Campeón 2007
- Campeonato Mundial Billabong Pro Tour  Jeffrey's Bay tercero 2006
- ISA World Junior Finales 2006
- Mundial de Surf ISA Juegos  Huntington Beach Campeón 2006
- O'Neill, la Copa del Mundo de Surf Segundo 2006
- Rusty Surf Pro Final Masculina Campeón 2006
- ISA World Junior Finales 2005
- ASP PST Campeonato Pro Junior Campeón 2004